# Мадридски кодекс
Мадридски кодекси I и II су два рукописа Леонарда да Винчија који су откривени у Шпанској националној библиотеци у Мадриду 1966. године. Мадридски кодекс I написан је између 1490. године и 1499. године, а Мадридски кодекс II између 1503. године и 1505. године.
Кодексе је у Шпанију донео Помпео Леони, вајар на двору Филипа . Након разних промена власништва, били су пребачени у монашку библиотеку Ел Есторијала и коначно у Шпанску националну библиотеку, где су остали неоткривени 252 године.

## Опис
У два тома, који садрже 197 страница, повезани су црвеном кожом. Теме о којима је писано у њима јесу механика, статика, геометрија и изградља утврђења. Постоји листа од 116 књига које је Леонардо користио у то време, укључујући и неке основне књиге латинске граматике. Текст је писан италијанским дијалектом са неким грешкама.
Рукопис је од великог значаја јер садржи око 15 одсто укупног данас сачуваног Да Винчијевог рукописа, али је важан и по квалитету и релевантности радова које садржи, који су међу најважнијим инжењерским расправама тог времена.

## Историја
Након Леонардове смрти, рукописе је наследио његов пријатељ Франческо Мелци. Више од педесет година касније, Помпео Леони, вајар у служби Филипа II, купио их је од Мелцијевог сина, Орација, и донео их у Шпанију. Када је умро 1608, рукописи су пребачени код Хуана де Еспине, пријатеља Франсиска де Кеведа, приказаног у то време као “господина који живи сам у вили у Мадриду и слуге су му дрвени аутомати”.
Након посете Мадриду 1623. године, будући Чарлс I Стјуарт постао је заинтересован за рукопис, али је Хуан де Еспина одбио да му га прода. Кодекс је стигао у Националну библиотеку 1712. године, где је из различитих разлога био изгубљен све до 1964. године. Према Мартину Абаду, менаџера рукописа библиотеке, њивов нестанак “догодио се током пребацивања истих на четири различите локације, фаталне конфузије око потписа, као и због Да Винчијеве ауре, која заслепљује многе у покушају да придају своју славу ономе што је настало од генија”.